# Castello Pignatelli della Leonessa
Das Castello Pignatelli della Leonessa ist eine Burg aus dem 9. Jahrhundert in San Martino Valle Caudina in der italienischen Region Kampanien. Es bildet dort den befestigten Kern des Dorfes, wo auch der Lehensherr lebte. Die Burg wurde in normannischer Zeit an den Hängen der Monti del Partenio auf einer Seehöhe von 372 Metern erbaut. Zu seinen Füßen liegt der innerste Dorfkern. Der Bau ist, auch wenn er über die Jahrhunderte mehrmals modifiziert wurde, in gutem Erhaltungszustand. Er ist immer noch Residenz des Herzogs Giovanni Pignatelli della Leonessa, dem Nachkommen der Herzöge von San Martino.

## Geschichte

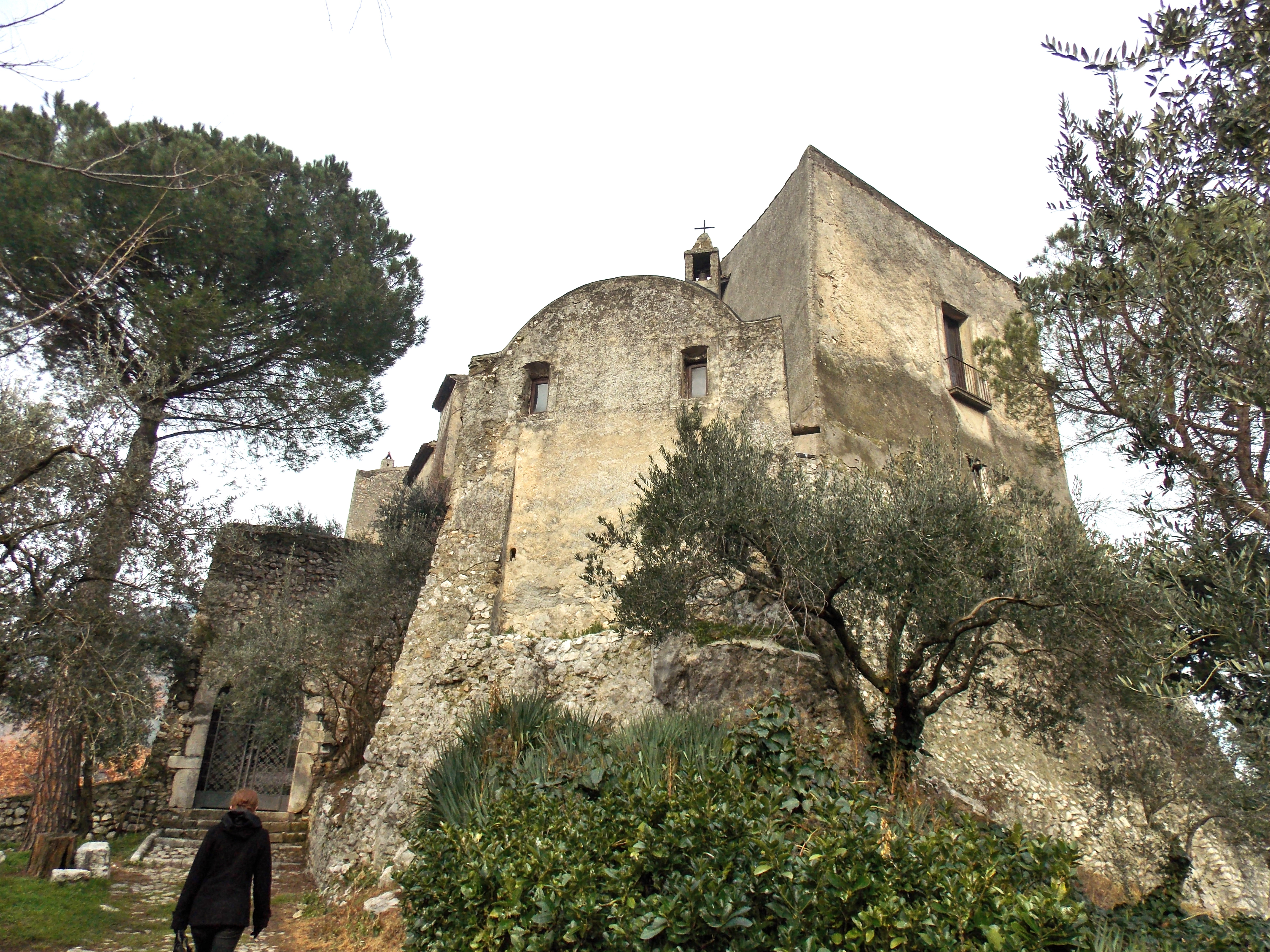
Rückseite der Kapelle und (links) das Eingangstor mit Galerie

Wegen der oberflächlichen Lektüre einer Passage des Chronicon Vulturnense wird oft unbegründet wiederholt, dass die Burg bereits seit 837 existieren würde. In dieser Zeit gehörte das Valle Caudina zum langobardischen Prinzipat Benevent. Ungeachtet dieses Missverständnisses könnten einige Details der älteren Mauern der Burg daran denken lassen, dass sich an dieser Stelle vorher eine langobardische Festung befunden haben könnte. Aber diese Hypothese bleibt zweifelhaft.
Korrekter ist die älteste Erwähnung des Lehens San Martino im Catalogus baronum, aus der man ersieht, dass zwischen 1150 und 1168 der Lehensherr ein gewisser Graf Gionata aus Carinola war, während ein „Castrum Sancti Martini“ explizit erst 1185 als Besitzung von Riccardo, Sohn von Gionata und Graf von Conza, erwähnt ist.

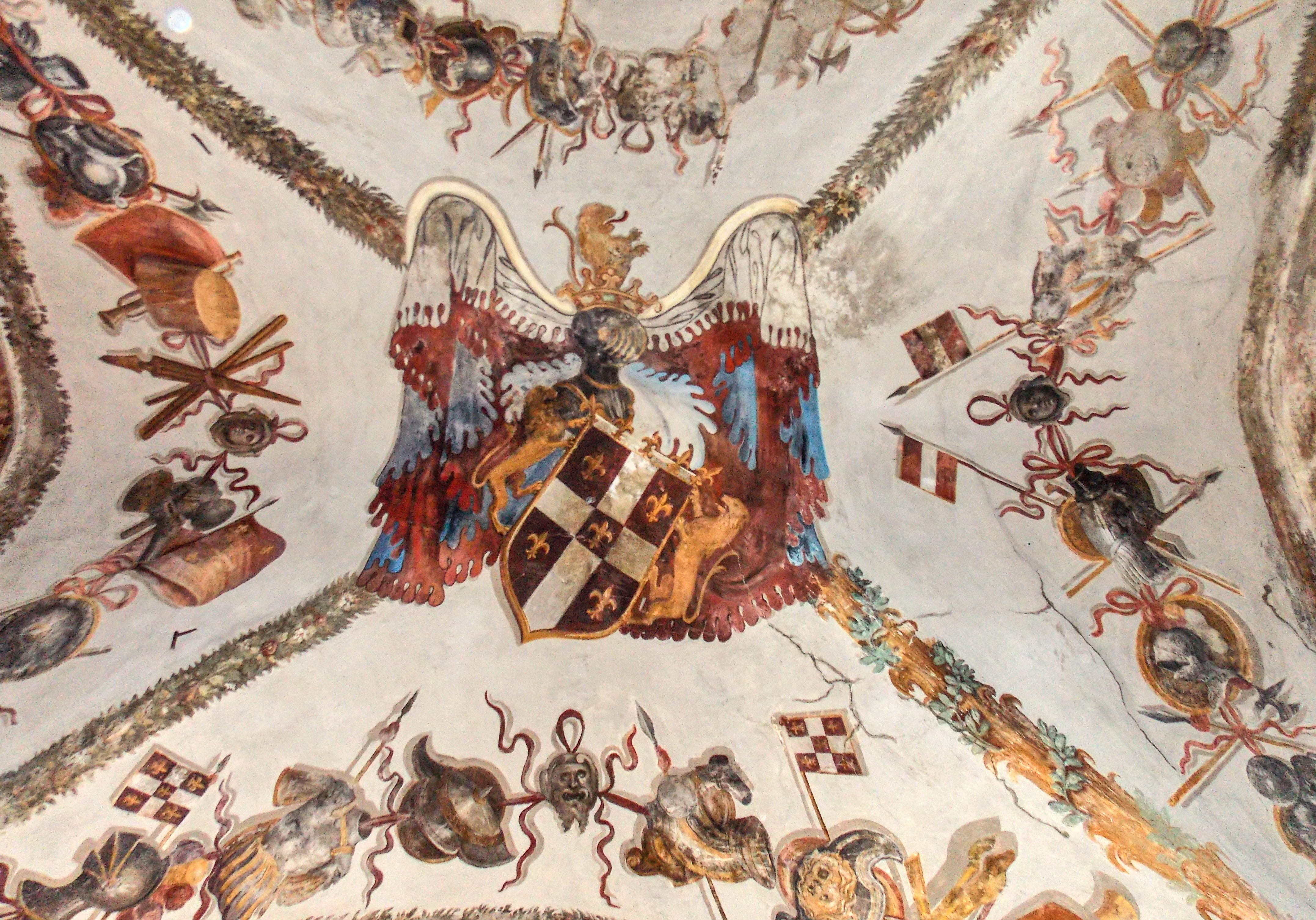
Standarte der Familie Della Leonessa im Salon der Burg

Nach verschiedenen Besitzerwechseln kaufte Giovanni Lagonesse aus einer französischen Familie, die mit Karl I. von Anjou ins südliche Italien gekommen war, die Burg. Seine Nachkommen behielten San Martino stabil bis 1528; dann wurde Fabio della Leonessa enteignet, weil er sich beim Versuch des französischen Königs Franz I., Neapel zu erobern, auf dessen Seite gestellt hatte. Bereits 1560 aber erhielt Fabio della Leonessa sein Lehen zurück. Die Della Leonessas vererbten die Kontrolle über das Lehen von Generation zu Generation und wurden 1627 zu Herzögen erhoben.
Um das 17. Jahrhundert endete Zeit der erbittertsten Auseinandersetzungen zwischen den Feudalherren. Einem allgemeinen Trend, die Ebene und die Verkehrswege des Vorgebirges zu nutzen, folgend, ließen sich die Herzöge von San Martino einen neuen Palast zu Füßen des wachsenden Dorfes bauen. Sie gaben die Burg nicht auf, aber sie ließen sie verfeinern und ihre Struktur verändern, um ihre Rolle als Adelsresidenz zu betonen, wogegen ihre Brauchbarkeit als Festung abnahm.

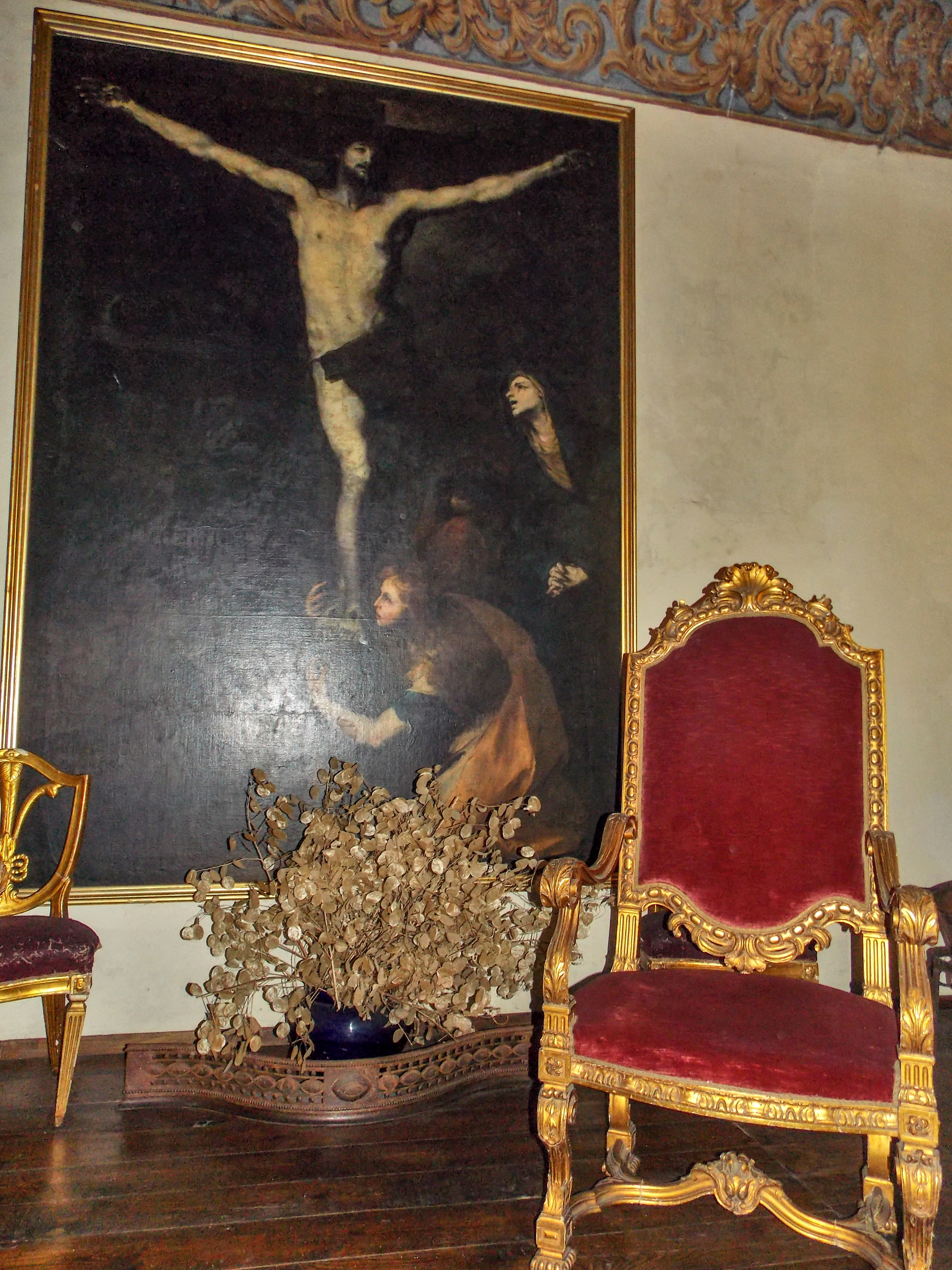
Möbelstücke in der Burg

1745 gab es, angeschlossen an die Familie des Herzogs von San Martino, Giuseppe Maria della Leonessa, einen Hof von 45 Personen, darunter Hauslehrer, Sekretäre, Vertraute und Dienstpersonal. Ungefähr im selben Zeitraum beendete der Herzog seinen dauerhaften Aufenthalt in seinem Lehen und zog nach Neapel um.
1806 beendete das Dekret Joseph Bonaparte zur Auflösung der Feudalherrschaft auch die Geschichte des Lehens San Martino Valle Caudina. In diesen Jahren starb darüber hinaus auch die männliche Linie der Familie Della Leonessa aus: Mit dem Tod des Herzogs Giuseppe Maria II. della Leonessa ohne männliche Erben fielen seine Güter und sein Titel an seinen Vetter Raffaele Ruffo und dann an dessen Tochter Maria Carolina, die Giovanni Pignatelli, Prinz von Monteroduni, (1803–1865) heiratete. Dieser fügte seinem Familiennamen den der Della Leonessas hinzu und wurde somit zum Stammvater der Dynastie, der heute noch die Burg gehört.
Die Burg wurde des größten Teil des 19. Jahrhunderts lang vernachlässigt, auch in der Zeit Napoleons. 1908 wurden der obere Teil des Bergfrieds und einige anschließende Räumlichkeiten abgerissen, da man ihren Einsturz befürchtete. Zwischen den Ende des Zweiten Weltkrieges und den 1970er-Jahren wurde die Burganlage auf Initiative der Herzogin Melina Matarazzo, der Gattin von Carlo Pignatelli, restauriert und die Eigentümer zogen wieder ein, wenn auch nur zeitweise.

## Beschreibung
Die Burg von San Martino Valle Caudina steht auf dem Gipfel eines Hügels. Zu ihren Füßen, in der Senke zwischen ebendiesem Hügel und den angrenzenden Hügeln, liegt der erste Kern des Dorfes mit der Kirche des Heiligen Johannes des Täufers. Die Lage der Burg scheint speziell zur Kontrolle der Talmündung des Valle Caudina in Richtung Avellino gewählt und, um den Bergfried so zu platzieren, dass man direkt das Castello di Montesarchio überwachen kann, dass sich direkt davor erhebt.
Der Aufbau der Burg lässt heute noch auf einen normannischen Ursprung schließen, trotz der Veränderungen, die sie erfahren hat. Das Gelände, auf dem sie steht, ist durch eine vieleckige Umfassungsmauer eingefriedet, deren Verlauf dem hügeligen Untergrund folgt. Der Palast findet sich ungefähr am südlichen Ende dieser Umfassungsmauer. Der Rest der Fläche (über 6000 m²) ist eine Freifläche, die als Gemüsegarten genutzt wird. Auf der Umfassungsmauer liegen vier Türmchen (drei mit quadratischem Grundriss und ein Rundturm zum Tal hin im Norden). Die Mauer wird von guelfischen Zinnen gekrönt.
Das durch die Umfassungsmauer umschlossene Gelände ist durch den steilen Abhang des Hügels natürlich geschützt: Es ist durch einen einzigen Eingang im Südosten erreichbar, durch den es mit den Gassen des Dorfes verbunden ist. Dort führt eine kleine, asphaltierte Straße entlang des Glacis hinauf bis zum steinernen Portal, über dem sich eine geschützte Galerie befindet, die dazu gedient haben muss, sich gegen mögliche Angreifer mit Wurfwaffen zu verteidigen. Sobald man dieses Portal durchquert hat, gelangt man auf einen offenen Platz, der aber vollständig von Mauern umschlossen ist: Rechts des Portals befindet sich eine kleine Familienkapelle, während direkt gegenüber der Palast mit seinem Eingang liegt. Der Eingang zum Palast war durch ein Fallgatter verschlossen, das von oben bedient wurde: Über dem Tor kann man noch den Raum sehen, in den es zurückgezogen wurde. Verteidigungssysteme dieser Art verbreiteten sich mit der Ankunft des Hauses Anjou bis zum 15. Jahrhundert: Im Angriffsfall wurde erst das Fallgatter geschlossen und dann das Portal mit Galerie darüber, sodass die Feinde im Zwischenraum gefangen waren und man sie von oben mit Steinen und kochendem Öl bekämpfen konnte.
Die Privatkapelle, die vielleicht zusammen mit dem Rest der Burg entstanden ist, ist heute in umgebauter Form erhalten und wurde 1706 vom Erzbischof von Benevent, Vincenzo Maria Orsini geweiht. Sie hat einen rechteckigen Grundriss, ihre Mauern sind durch Anschrägungen verstärkt und die Decke besteht aus einem Tonnengewölbe. Im Inneren ist sie sehr einfach gehalten.
Der Wohnpalast hat einen rechteckigen Grundriss und erhebt sich um einen vierseitigen Innenhof herum. Das Eingangsportal führt durch einen Durchgang direkt zum Innenhof. Auf der Nordseite des Hofes befindet sich der Bergfried, der heute noch 10 Meter hoch ist, aber ursprünglich deutlich höher war, wie die an der Basis 5 Meter dicken Mauern bezeugen. Die Renovierung des oberen Teils wird durch das Tuffsteinmauerwerk deutlich.
Das Gebäude hat zwei Stockwerke. Angelehnt an die Hofwand ist eine steinerne Außentreppe mit zwei Zügen, die zu einer Loggia führt: Von dort aus gelangt man in die verschiedenen Räume des Obergeschosses, die größtenteils der herzoglichen Familie zu Wohn- und Repräsentationszwecken dienten. 1783 waren es 16 Räume, aber ein Teil davon wurde 1908 zusammen mit dem Bergfried abgerissen. An sie schließt sich der Empfangssalon an, in dem Feste und Feierlichkeiten stattfanden.
Dieser, der heute noch existiert, ist der interessanteste Raum des Palastes. Der rechteckige Saal hat zwei Kreuzgewölbedecken mit Spitzbögen aus dem Mittelalter un wird durch zwei Fenster belichtet, die nach Süden auf das Gelände außerhalb der Burg hinausgehen. Der Boden ist mit Holzparkett belegt. Bemerkenswert sind die Fresken des Saals, die zwischen dem 17. und dem 18. Jahrhundert geschaffen wurden: Die Laibungen der Gewölbe wurden mit phytomorphen Motiven dekoriert, die sich mit Darstellungen von Rüstungen, Schildern, Helmen und Waffen abwechseln. In der Mitte der beiden Gewölbe befindet sich das Familienwappen der Della Leonessas.

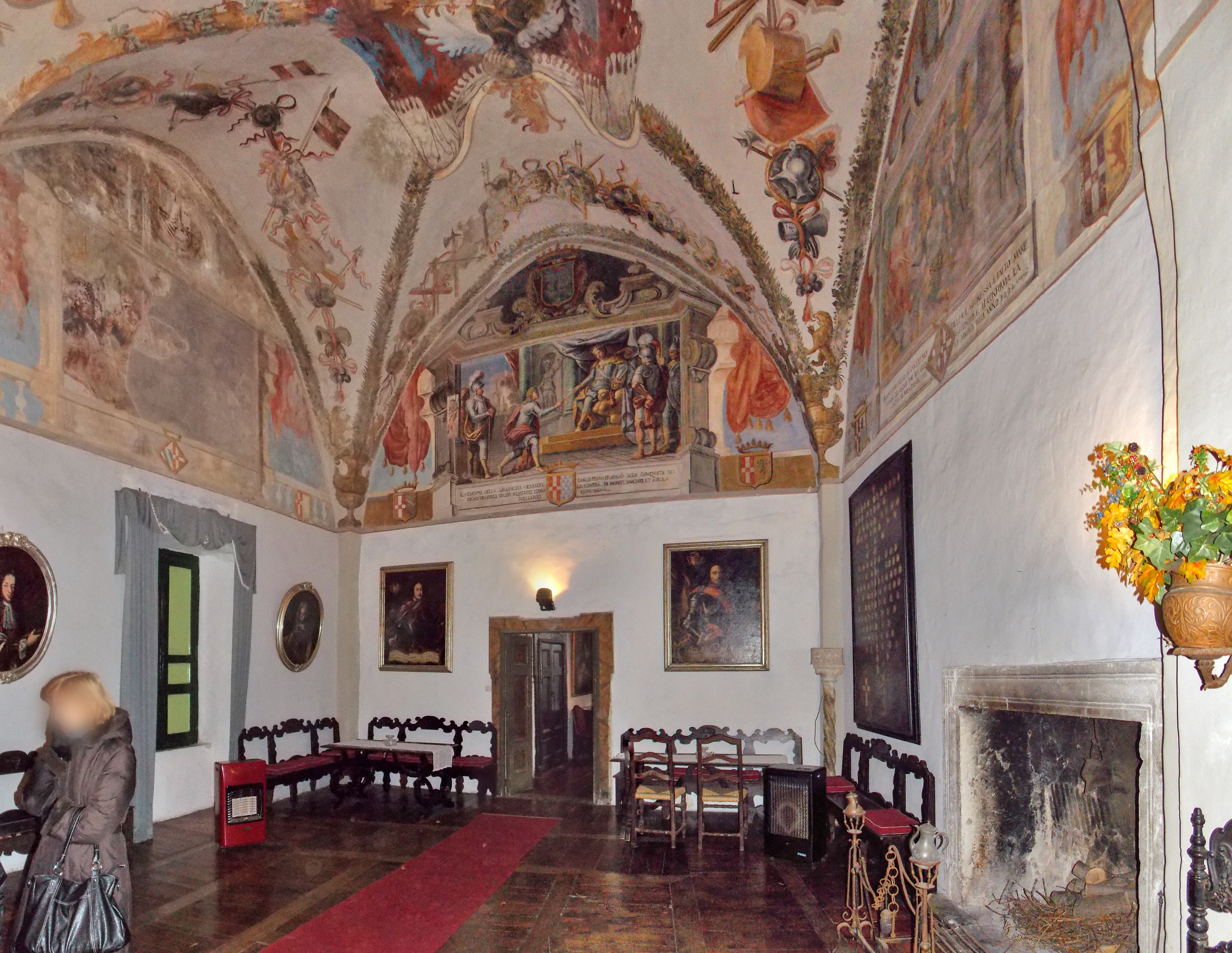
Der mit Fresken verzierte Salon

Die sechs Lünetten, die die Gewölbe umgeben, sind mit hervorstechenden Szenen der Familiengeschichte bemalt: An der Westwand ist Karl I. dargestellt, wie er 1278 die Grafschaften von Montesarchio und Airola Guglielmo della Leonessa schenkt. An der Südwand sieht man Karl II., der Giovanni della Leonessa, den Sohn von Guglielmo, in den Titel eines Marschalls von Alfons V. von Aragón investiert und ihm 1292 die beiden Grafschaften bestätigt. Auf der anderen Lünette ernennt König Robert Carlo della Leonessa, den Sohn von Giovanni, 1309 zum Großseneschall des Reiches und überlässt ihm viele weitere Lehen zusätzlich zu den vorgenannten. An der Ostwand sieht man Carlotto della Leonessa, der 1381 zum Kapitän-General des Heeres von Karl III. von Durazzo gemacht wurde. Schließlich zeigt die einzige Szene, die auf der Südseite erhalten ist, Enrico und Giacomo della Leonessa, die 1435 in Gaeta zusammen mit Alfons V. von Aragón durch Arsette Biasi, Kapitän des Herzogtums Mailand, gefangen genommen wurden.
In den anderen Räumen des Obergeschosses, die aufeinander folgen, sind die originalen Gewölbedecken grundsätzlich durch abgehängte Holzdecken verdeckt, die bei den Umbauten im 18. Jahrhundert eingebaut wurden, um die Bewohnbarkeit zu verbessern und neue Räume zu erhalten. Gemeinsam sind den Räumen der Adelsresidenz die offenen Kamine, das Mobiliar aus dem 19. Jahrhundert oder früher in raffinierter Ausführung, die Gemälde und die Keramiken. Neben dem Salon ist der Speisesaal, der den Salon mit dem Innenhof verbindet, der einzige Raum, der öffentlich zugänglich ist.
Unter den Räumen im Erdgeschoss gibt es eine kleine Küche und die Gefängnisse an der Basis des Bergfrieds. Ebenfalls erhalten ist eine Regenwasserzisterne.
Der Burggarten, der direkt vom Innenhof aus zugänglich ist, diente als Erholungsort, besonders für die Damen des Hofes. Eine Legende berichtet, dass dieser dank des Engagements der Frauen von San Martino Valle Caudina entstanden sei, die der Burgherrin huldigen wollten, indem sie tagelang Körbe voll Erde hinauf zur Burg trugen, um den kargen Raum zwischen den Mauern aufzufüllen. Der Garten hatte nicht nur eine Zierfunktion, sondern diente auch als Nutzgarten, in dem Wein und Oliven für das Gut der Pignatellis angebaut wurden.

## Galeriebilder

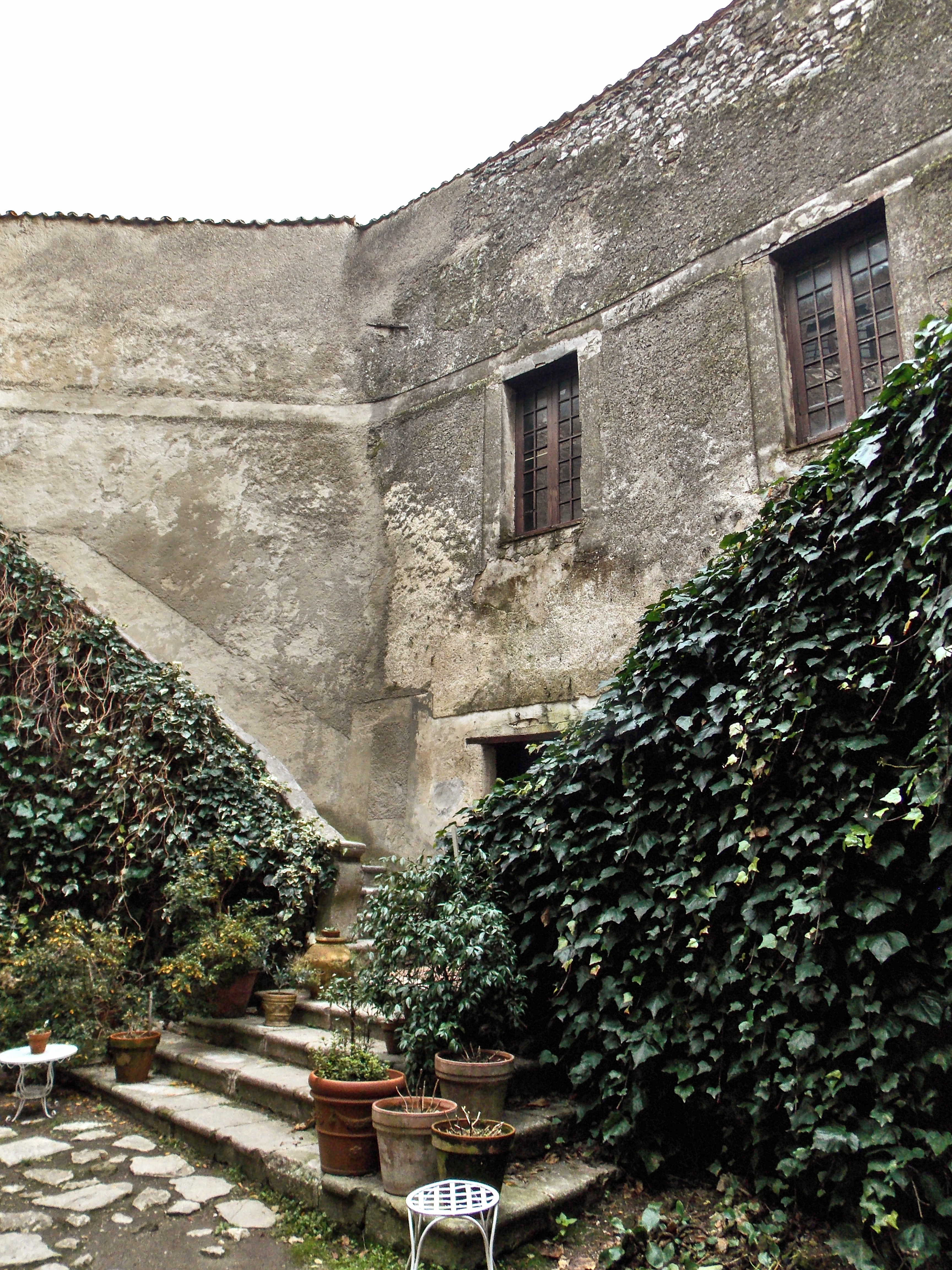
Die Treppe im Hof
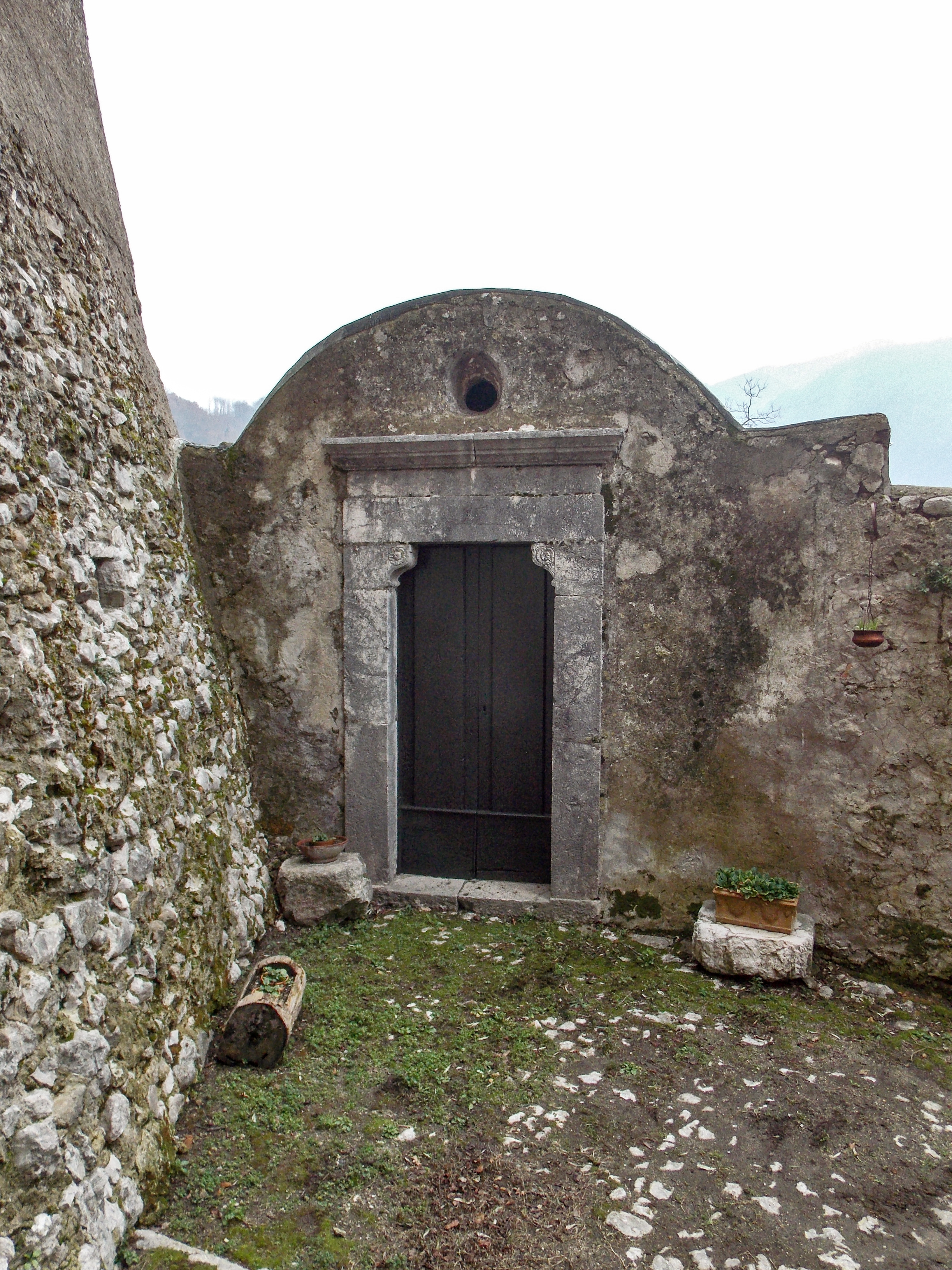
Die Kapelle
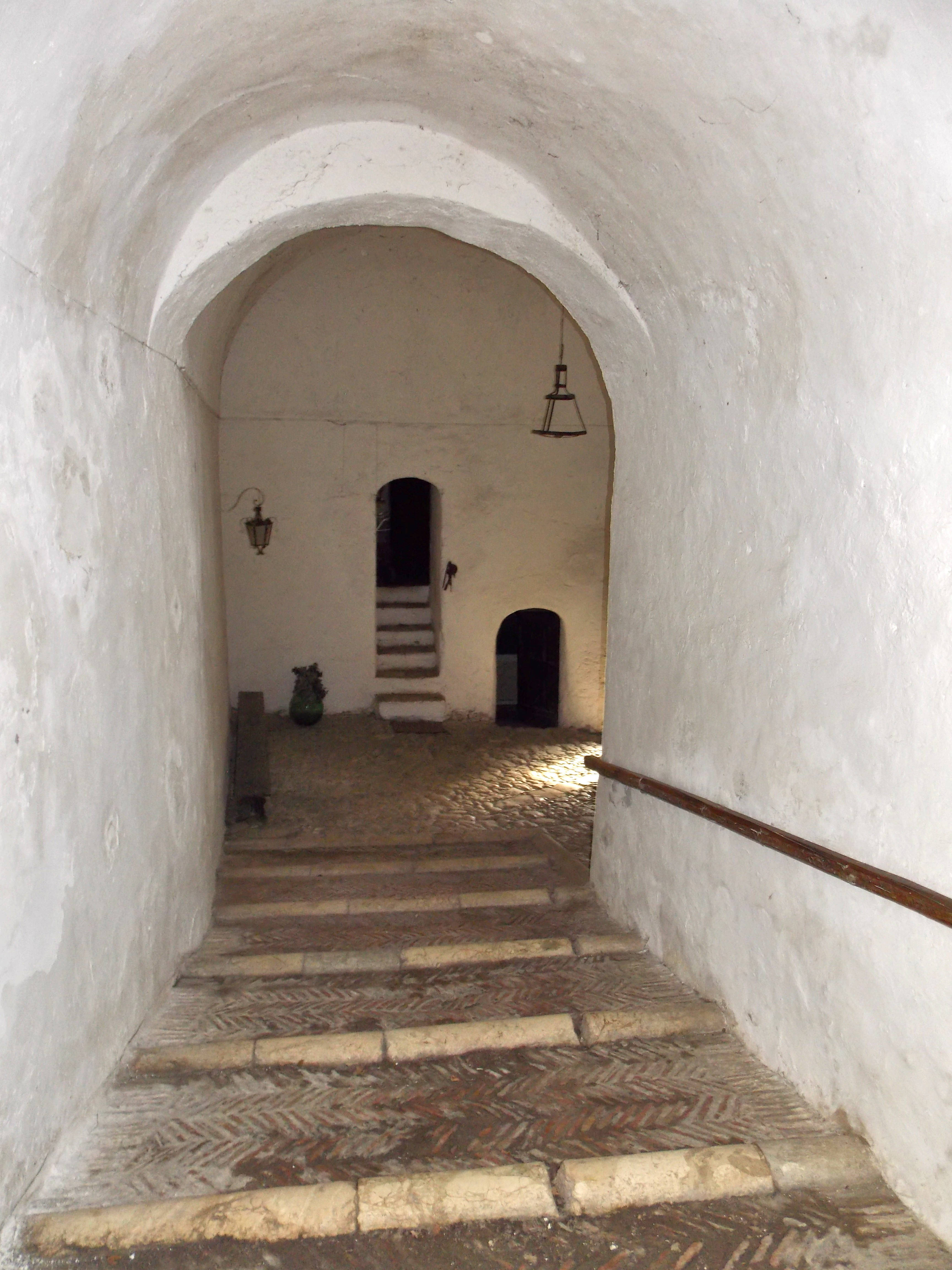
Der Zugang zum Palast